# Красноярское (Сахалинская область)
Красноя́рское — село в Холмском городском округе Сахалинской области России, в 39 км от районного центра.

## География
Находится на берегу Татарского пролива в устье реки Красноярки. 

## История
До 1945 года принадлежало японскому губернаторству Карафуто и называлось Тобуцу (яп. 登富津). Переименовано в 1947 году, здесь преобладали переселенцы-колхозники из Красноярского края.

## Население
| 1925 | 1935  | 2002 | 2010 | 2013 | 2021 |
| ---- | ----- | ---- | ---- | ---- | ---- |
| 915  | ↗1062 | ↘45  | ↘21  | ↘19  | ↗40  |

По переписи 2002 года население — 45 человек (24 мужчины, 21 женщина). Преобладающая национальность — русские (87 %).

## Транспорт
В селе расположена платформа Красноярская-Сахалинская Сахалинского региона Дальневосточной железной дороги. Автобусное сообщение представлено маршрутным такси номер 177, следующим в село Чехов.